# Ryndon
Ryndon é uma área não incorporada no condado de Elko, estado de Nevada, nos Estados Unidos. Ryndon fica localizada na Interstate 80, a nordeste de Elko.